# Eduardo Newbery
Eduardo Federico Newbery (Buenos Aires, 17 de febrero de 1878 – Río de la Plata, 17 de octubre de 1908) fue un odontólogo argentino y piloto de globo aerostático de ascendencia estadounidense, siendo uno de los principales pioneros en su país en ese tipo de aeronaves, junto a su hermano Jorge Newbery. 

## Trayectoria
Eduardo Newbery realizó varios vuelos en toda Argentina. Era muy admirado y fue una celebridad en sus tiempos. Su madre  desaprobaba su pasión, siempre temiendo lo peor. Por otro lado, su hermano mayor, el famoso Jorge Newbery, fue su más grande admirador y sentía un gran respeto por él.
El 17 de octubre de 1908, Eduardo Newbery despegó en el aerostato "Pampero", junto con el cabo del Ejército argentino Eduardo Romero, en un vuelo hacia el norte de Buenos Aires para batir el récord del vuelo de noche. El intento terminó en tragedia y la ambición en última instancia les costó la vida de ambos. Ni el aerostato ni su piloto o acompañante se encontraron nunca.
En 1916, el Aero Club Argentino nombró otro aerostato en honor de Eduardo Newbery. Ese globo, lleno de gas de carbón, sería en el primero en cruzar la montaña andina a una altitud de 8100 metros. Los tripulantes fueron el entonces teniente primero Ángel María Zuloaga y Eduardo Bradley. La aeronave también tomó parte en varias competiciones aéreas en Argentina y estableció nuevos récords de distancia, resistencia y altitud.